# Àpat

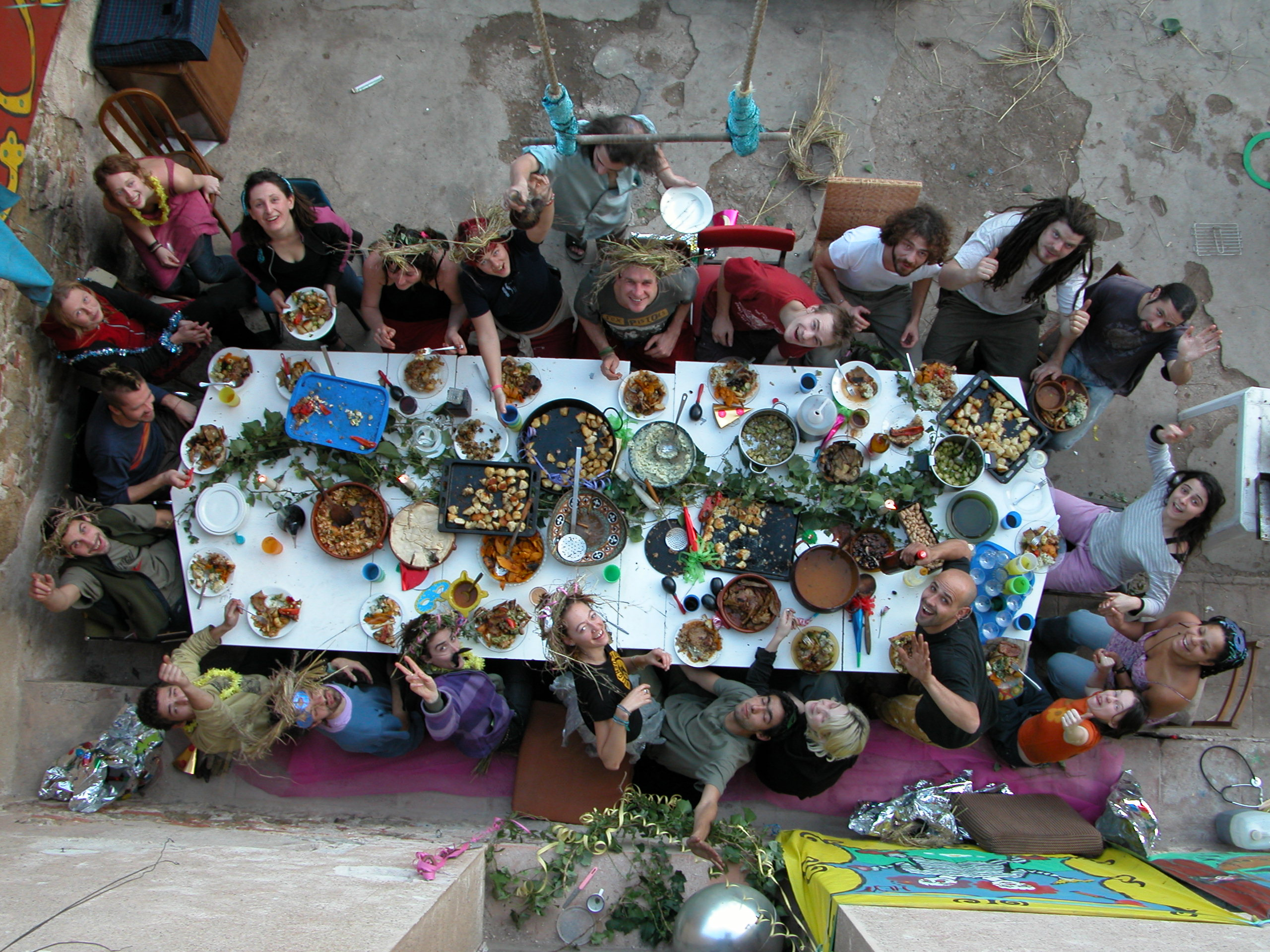
Can Masdeu Àpat comunitari.

L'àpat o repeix (sept.) és cada una de les menjades d'una certa importància que es fa diàriament a hores fixes o bé els esmorzars, dinars, berenars o sopars per a celebrar una festa, un aplec, etc, en honor d’algú o d’alguna cosa. Es tracta, doncs, d'una menjada solemne i abundosa, un menjada familiar i entre amics, marcada per l'abundància i l'alegrança dels plats.
Els àpats a més d'alimentar-nos tenen un component cultural: ens serveixen per a explicar les societats i les relacions socials, el colonialisme, la llengua, la història i la cultura d’un poble. Per tant, des d'un punt de vista sociològic i antropològic, els àpats es consideren no només com un mitjà per satisfer la gana, sinó també com una forma ritualitzada de produir i mantenir els vincles socials; tenen doncs una la forta càrrega simbòlica, social, cultural i/o religiosa. Com va escriure Joan Fuster: “Participo de la idea que l’acte de menjar és un fet cultural tan important com la contemplació d’un quadre excels o com l’audició d’un quartet de Beethoven”.

## Origen del mot àpat
Àpat no és una paraula gaire antiga (1803, segons el Gran Diccionari de la llengua catalana). L'origen del mot és incert. Segons el Diccionari català-valencià-balear hi ha tres possibles alternatives: del llatí appastu ('acció de péixer'), del grec agape (que en català té un significat semblant) o, fins i tot, del provençal apatià ('assaciar').
Els primers cristians, en senyal de germanor, celebraven un àpat en comú. Tenia un caràcter ritual i religiós: després de la cerimònia de la missa, cada fidel aportava pa i vi per participar d'un àpat lleuger. Amb aquesta menjada volien recordar l'ideal de repartiment predicat pels cristians. En el segle IV l'àpat era per a celebrar els aniversaris dels màrtirs, però de la frugalitat primitiva es va passar a una veritable festa pública o banquet. Contra aquests excessos sant Agustí s'aixecà. Amb tot, els festins continuaren fora dels llocs sagrats.
Per tant, aquest convit en comunitat dels primers cristians eren un acte gairebé sagrat, nucli d'amistat i de convivència social. El filòsof català Eiximenis afirmarà que “convidar o ser convidat és senyal de gran amistat”, fet que mostra el paper cohesionador de la litúrgia de l’àpat. I a l’obra de l'escriptor Joanot Martorell els  banquets de noces, festes i alifares reials o convidades a menjar o beure per celebrar una festa, les acaballes d'una feina col·lectiva o una altra festa joiosa són fonamentals per entendre, entre línies o directament, els codis d’una societat. També les religions (sàbat jueu, Eucaristia cristiana, Ramadà i Aïd el-Kebir musulmà, etc.), amb les seves normes, tabús i simbologia, entraren en aquest terreny privilegiat de la convivència.

## Estructura
Actualment solem fer cinc o sis tipus d'àpats.
Pel primer àpat del dia, després de llevar-se, fem servir diversos mots.
- Desdejuni en valencià. Segons el DCVB és un aliment lleuger que constitueix la primera menjada o presa del dia. Es tracta d'un mot no gaire estès en el català central, però molt usat en valencià. Significa 'deixar d'estar en dejú'.
- En canvi, en català central per a indicar el primer àpat del dia, fan servir el mot esmorzar: és un àpat lleuger que es fa durant el matí. El significat original és, precisament, 'fer un mos'.
- Finalment a la primera menjada del dia a Mallorca i Menorca li diuen berenar (DCVB).

L'àpat del migdia és considerat l'àpat principal, és el dinar. Es coneix així en tot l'àmbit lingüístic. En origen, però, significava fer el primer àpat del dia, com ho mostren els exemples que trobem en la literatura medieval i també la seva etimologia: el verb prové de l'antic disnar-se ('desdejunar-se').
A la tarda hi ha el berenar, bereneta (men.) o espertin(et)a (sept.): és un àpat lleuger entre el dinar i el sopar. Tanmateix, com hem dit, a Mallorca i Menorca, té el significat d'esmorzar o desdejuni.
L'àpat principal del vespre és el sopar. L'etimologia prové de sopa; i és que, en efecte, és un plat típic d'aquest àpat.
Finalment hi pot haver el ressopó: Àpat que es fa de nit, abans d'anar a dormir. El sol fer qui sopa molt aviat o qui triga molt a anar al llit. El significat, tal com diu la mateixa paraula, és 'tornar a sopar'.

## Parts d'un àpat tradicional
Els dinars i els sopars consten en principi de les següents parts: 
- Aperitiu o vermut, en el qual es piquen algunes coses lleugeres i es pot acompanyar amb alguna beguda. No és obligatori, se sol fer els diumenges o en grans àpats de festa.
- Primer plat
- Segon plat
- Postres, després de les postres es pot prendre un cafè o un digestiu i es pot fer petar la xerrada a taula, la qual cosa es diu una sobretaula.

De vegades, pot ser que en comptes de fer un primer plat i després un segon, hom opti per fer un sol plat més complet, és a dir un plat únic.

## Tipus d'àpats
Alguns tipus específics d'àpats són: 
- cargolada, calçotada, botifarrada, arrossada, costellada, etc., són àpats de germanor que solen fer-se al camp o a l'exterior
- entrepà, coca, etc., són menjars que es poden menjar com a plat a taula, però que sovint es mengen dret, al carrer o al camp
- banquet, és un gran àpat festiu de germanor
- bufet, els plats ja estan cuinats i es presenten tots alhora en taules diferents a les que hom menja. Els comensals escullen un plat, es serveixen, paguen i el porten a taula. Un bufet lliure és quan a un preu fix hom pot menjar de tots els plats exposats que vulgui.
- tapes, són plats de mitges racions que es porten alhora a taula, de manera que tots els comensals mengen directament de tots ells, sense servir-se'n en un plat propi
- pintxos, hom menja petites porcions de menjar, ja preparades i exposades, que sovint són sobre una llesca de pa i punxades amb un escuradents.